# Neferkare VI
Neferkare VI of Neferkare Pepiseneb was de eerste farao van de 8e dynastie van de Egyptische oudheid. Zijn naam betekent "Schitterend is de Ka van Re !" en Pepi is gezond!

## Biografie
Van deze koning is zeer weinig bekend. Zijn naam komt voor in de Koningslijst van Abydos en op die van de Turijnse koningslijst. Hij wordt daar vermeld als tweede koning na Nitokris en krijgt de bijnaam Sheri "de jongere" mee.

## Bron
- Www.narmer.pl